# Mari Miyamoto
Mari Miyamoto (jap. 宮本 真理, Miyamoto Mari) ist eine ehemalige japanische Fußballtorhüterin.

## Karriere

### Verein
Sie begann ihre Karriere bei OKI FC Winds.

### Nationalmannschaft
Miyamoto wurde 1999 in den Kader der japanischen Nationalmannschaft berufen und kam bei der Asienmeisterschaft der Frauen 1999 zum Einsatz.